# 나카무라 미노루 (1938년)
나카무라 미노루(일본어: 中村 稔, 1938년 9월 28일 ~ 2021년 6월 2일)는 일본의 전 프로 야구 선수이자 야구 지도자, 야구 해설가·평론가이다. 미에현 이세시 출신이며 현역 시절 포지션은 투수였다.

## 인물

### 프로 입단 전
자신은 미에현 출신으로 전쟁 전의 도쿄 교진군 에이스였던 사와무라 에이지와는 친척이었다고 한다. 우지야마다 상공고등학교 시절에는 2학년 때인 1955년 추계 중부 지구 대회에 진출했지만 1차전에서 오타 마사루가 소속된 도요카와 고등학교한테 패하여 팀은 탈락했다. 이듬해 1956년 여름에 개최된 산기 대회 1차전에서 기후 고등학교에게 패하는 등 고시엔 대회 출전은 이루지 못했다. 

### 프로 야구 선수 시절
고교 졸업 후 1957년 요미우리 자이언츠에 입단했다. 신인 시절인 1957년부터 4년 동안 겨우 3승을 올리는 데에 그쳤지만 프로 5년째인 1961년 스프링 캠프에 참가해서 돈 드라이즈데일의 직접 지도를 받아 체인지업을 습득, 그해 17승 10패, 평균 자책점 2.13(리그 6위)을 기록하며 팀 승리에 기여했고 가와카미 데쓰하루의 감독으로서 첫 우승에 기여했다. 같은 해 난카이 호크스와 맞붙은 일본 시리즈에서는 5경기에 등판했는데 1차전에 선발로 나왔지만 노무라 가쓰야, 아나부키 요시오에게 홈런을 맞으며 패전 투수가 됐다. 하지만 최종전인 6차전에서는 호리모토 리쓰오를 구원해 승리 투수가 되면서 팀 우승을 이끄는 등의 활약으로 일본 시리즈 기능상을 수상했다.
1962년 7월 10일 주니치 스타디움에서 열린 주니치 드래건스와의 경기 종료 후, 다음날 선발 투수로 나설 예정이었음에도 불구하고 숙소에서 반입 금지된 맥주를 같은 방의 호리우치 쇼·이토 요시아키와 함께 마시고 있던 중 수석 코치인 벳쇼 다케히코에게 발각돼 질책을 받았다. 이 사건을 주간지에서 ‘구타 사건’이라고 보도하면서 문제가 커지자 구단측은 벳쇼에게 근신 처분을 내림과 동시에 2군 코치로의 강등 조치를 내렸지만 벳쇼는 구단의 명령을 받아들이지 않은 채 퇴단했다. 그 해에 나카무라는 9승 12패, 평균 자책점 2.28(리그 9위)로 부진한 성적을 남겼다.
그 후에는 어깨 통증으로 해마다 성적이 급격하게 떨어졌고 1964년 초봄에 교통사고를 일으키는 등 연이은 악재로 인해 승리를 거두지 못하고 시즌을 마쳤다. 하지만 이듬해 1965년에는 부활을 이뤄 20승 4패, 평균 자책점 2.21(센트럴 리그	5위)을 기록, 조노우치 구니오(21승), 미야타 유키노리(20승)와 함께 한 팀에서 무려 3명이 20승을 달성한 투수가 돼 V9의 첫 해 우승에 기여했다. 같은 해 난카이와 맞붙은 일본 시리즈에서는 4차전에 선발로 나왔지만 6회에 무너지면서 패전 투수가 됐다. 이듬해 1966년에도 팀내 선발진의 일원으로서 11승 7패를 기록했고, 난카이와의 일본 시리즈에서도 5차전에 선발 등판해 8이닝을 호투했다. 그러나 이후에는 제구력 난조로 인해 부진에 시달렸고 0승으로 끝난 1969년을 끝으로 현역에서 은퇴했다.

### 그 후
이후에도 요미우리에 남으면서 1970년부터 2군 투수 코치를 맡았지만 1977년에 퇴단했다. 1978년부터 1980년까지 닛폰 TV 야구 해설자, 1981년부터 1983년까지 요미우리 1군 투수 코치, 1984년부터 1988년까지 RF라디오닛폰 평론가, 1989년부터 1992년까지 다시 요미우리 1군 투수 코치, 1993년부터 1996년까지 다시 RF라디오닛폰 평론가를 지냈다.
후지타 모토시로부터 코치로서의 수완을 신뢰받는 등 그 후에도 후지타가 감독을 맡았을 때는 반드시 투수 코치로 나카무라를 기용하고 있었다.
1997년에는 요미우리 코치 시절 같은 시기에 코치로 역임했던 지바 롯데 마린스의 감독 곤도 아키히토로부터 초빙돼 1군 투수 코치로 부임했다. 투수진을 정비하는 데 힘을 쏟으며 팀 평균 자책점 개선에 기여했지만 1998년 시즌 도중(6월 30일) 기록적인 연패 책임을 물어 코치직에서 물러났다. 2002년부터 2003년경에 걸쳐 J스카이스포츠 해설자로 활동했다. 최근에는 지바현 대학 야구 연맹 1부 리그·게이아이 대학 야구부 코치를 맡고 있었다. 또한 투구 데이터를 해석할 수 있는 ‘TECHNICAL PITCH’의 어드바이저 역할도 맡아 대학에서의 투구 지도에도 활용하고 있었다.
2021년 6월 2일에 사망했다(향년 82세).

## 상세 정보

### 출신 학교
- 미에 현립 우지야마다 상공고등학교

### 선수 경력
- 요미우리 자이언츠(1957년 ~ 1969년)

### 수상·타이틀 경력
- 일본 시리즈 기능상 : 1회(1961년)

### 개인 기록
- 올스타전 출장 : 3회(1962년, 1965년, 1966년)

### 등번호
- 23(1957년)
- 26(1958년 ~ 1969년)
- 80(1970년 ~ 1977년, 1997년 ~ 1998년)
- 76(1981년 ~ 1983년, 1989년 ~ 1992년)

### 연도별 투수 성적
| 연 도       | 소 속       | 등 판 | 선 발 | 완 투 | 완 봉 | 무 4 구 | 승 리 | 패 전 | 세 이 브 | 홀 드 | 승 률 | 타 자 | 이 닝  | 피 안 타 | 피 홈 런 | 볼 넷 | 고 4 | 몸 맞 | 탈 삼 진 | 폭 투 | 보 크 | 실 점 | 자 책 점 | 평 자 책 | W H I P |
| ----------- | ----------- | ----- | ----- | ----- | ----- | ------- | ----- | ----- | -------- | ----- | ----- | ----- | ------ | -------- | -------- | ----- | ---- | ----- | -------- | ----- | ----- | ----- | -------- | -------- | ------- |
| 1957년      | 요미우리    | 1     | 0     | 0     | 0     | 0       | 0     | 0     | --       | --    | ----  | 6     | 1.0    | 2        | 0        | 0     | 0    | 0     | 3        | 1     | 0     | 2     | 2        | 18.00    | 2.00    |
| 1958년      | 요미우리    | 7     | 3     | 0     | 0     | 0       | 1     | 1     | --       | --    | .500  | 57    | 13.1   | 13       | 0        | 8     | 0    | 0     | 6        | 0     | 0     | 4     | 2        | 1.29     | 1.58    |
| 1959년      | 요미우리    | 7     | 1     | 0     | 0     | 0       | 0     | 0     | --       | --    | ----  | 72    | 17.1   | 15       | 2        | 7     | 0    | 1     | 10       | 0     | 0     | 6     | 5        | 2.50     | 1.27    |
| 1960년      | 요미우리    | 35    | 5     | 0     | 0     | 0       | 2     | 4     | --       | --    | .333  | 264   | 61.0   | 69       | 5        | 16    | 0    | 1     | 38       | 1     | 0     | 36    | 35       | 5.16     | 1.39    |
| 1961년      | 요미우리    | 63    | 24    | 5     | 3     | 0       | 17    | 10    | --       | --    | .630  | 975   | 241.0  | 202      | 13       | 63    | 8    | 9     | 142      | 5     | 1     | 69    | 57       | 2.13     | 1.10    |
| 1962년      | 요미우리    | 52    | 16    | 6     | 2     | 1       | 9     | 12    | --       | --    | .429  | 819   | 212.1  | 150      | 14       | 54    | 4    | 7     | 133      | 0     | 0     | 59    | 54       | 2.28     | 0.96    |
| 1963년      | 요미우리    | 30    | 10    | 2     | 1     | 0       | 3     | 4     | --       | --    | .429  | 400   | 101.0  | 82       | 6        | 21    | 0    | 4     | 35       | 2     | 1     | 42    | 35       | 3.12     | 1.02    |
| 1964년      | 요미우리    | 9     | 1     | 0     | 0     | 0       | 0     | 0     | --       | --    | ----  | 89    | 18.0   | 27       | 5        | 6     | 0    | 1     | 4        | 0     | 0     | 18    | 11       | 5.50     | 1.83    |
| 1965년      | 요미우리    | 45    | 29    | 9     | 3     | 5       | 20    | 4     | --       | --    | .833  | 843   | 220.1  | 179      | 20       | 41    | 4    | 3     | 95       | 4     | 0     | 61    | 54       | 2.21     | 1.00    |
| 1966년      | 요미우리    | 32    | 26    | 8     | 2     | 2       | 11    | 7     | --       | --    | .611  | 701   | 177.0  | 150      | 15       | 36    | 4    | 3     | 85       | 0     | 1     | 62    | 52       | 2.64     | 1.05    |
| 1967년      | 요미우리    | 33    | 9     | 0     | 0     | 0       | 4     | 8     | --       | --    | .333  | 362   | 88.1   | 81       | 16       | 18    | 3    | 3     | 56       | 1     | 0     | 45    | 39       | 3.99     | 1.12    |
| 1968년      | 요미우리    | 25    | 3     | 1     | 1     | 0       | 5     | 3     | --       | --    | .625  | 287   | 69.1   | 68       | 8        | 12    | 0    | 2     | 32       | 1     | 0     | 30    | 26       | 3.39     | 1.15    |
| 1969년      | 요미우리    | 13    | 1     | 0     | 0     | 0       | 0     | 0     | --       | --    | ----  | 90    | 22.2   | 20       | 5        | 4     | 0    | 1     | 10       | 0     | 0     | 9     | 9        | 3.52     | 1.06    |
| 통산 : 13년 | 통산 : 13년 | 352   | 128   | 31    | 12    | 8       | 72    | 53    | --       | --    | .576  | 4965  | 1242.2 | 1058     | 109      | 286   | 23   | 35    | 649      | 15    | 3     | 443   | 381      | 2.76     | 1.08    |

- 굵은 글씨는 시즌 최고 성적.

## 저서
- 《おもしろ!ザ・ジャイアンツ》. ベップ出版. 1984년 1월. ISBN 4893513311.

### 내용주
1. ↑  사촌누나가 사와무라의 남동생에게 시집갔다고 한다.

### 참조주
1. 1 2  《가와카미 데쓰하루 전 감독을 애도하다》(닛칸 겐다이, 2013년 10월 31일 발행, 35면)에서 나카무라 미노루 본인에 의한 기고 중에서
2. ↑  《자이언츠 영광의 70년》, p.54
3. ↑  《교진군 그늘의 베스트 나인》 p.137
4. ↑  이시즈카 기쿠오 저 《완전판 나가시마 시게오 대사전》(1993년), p.22, PHP 연구소
5. ↑  河野祥平 (2018년 4월 26일). “「IoTボール」で未来の大谷選手を育成”. 《닛케이 비즈니스》. 2면. 2020년 4월 30일에 확인함.
6. ↑  小林哲雄 (2017년 9월 28일). “野球が、ピッチャーが変わる!? - 投球モーションや球のキレを数値化できるIoTボール”. 《마이나비 뉴스》. 2020년 4월 30일에 확인함.
7. ↑  “元巨人投手・中村稔さん死去 82歳 V9元年の1965年に20勝　巨人、ロッテで投手コーチ歴任”. 《sponichi Annex》. 스포츠 닛폰 신문사. 2021년 6월 18일. 2021년 6월 18일에 확인함.